# میرزاآباد خیاط
میرزاآباد خیاط، روستایی از توابع بخش فیروزآباد شهرستان سلسله در استان لرستان ایران است. زبان مردم این روستا کردی به گویش لکی است.

## جمعیت
این روستا در دهستان فیروزآباد قرار دارد و بر اساس سرشماری مرکز آمار ایران در سال ۱۳۹۵، جمعیت آن ۲۸ نفر بوده که ۱۳ نفر مرد و ۱۵ نفر زن بوده‌اند. این در حالی است که جمعیت این روستا در مقایسه با سرشماری سال ۱۳۸۵ ، ۱۸ نفر کاهش داشته است. روستای میرزاآباد خیاط دارای ۹ خانوار می باشد.